# Montemerano
Montemerano è una frazione del comune italiano di Manciano, nella provincia di Grosseto, in Toscana.

## Geografia fisica
Il borgo è situato lungo la strada che conduce a Scansano, su un'altura poco a sud della località termale di Saturnia, a 6 km dal capoluogo comunale e a 56 km da Grosseto.

## Storia
Nella zona sono avvenuti ritrovamenti archeologici che testimoniano la presenza di nuclei abitativi relativi al periodo neolitico ed all'epoca romana. Il luogo viene inoltre citato in documenti risalenti al IX secolo.
Il caratteristico borgo medievale fu fatto edificare nel corso del XIII secolo dalla famiglia Aldobrandeschi sulla parte più alta della collina. Nel XIV secolo il controllo del paese passò alla famiglia dei Baschi, che lo portarono a sottomettersi ad Orvieto. Durante il XV secolo Siena si impossessò di Montemerano e lo trasformò facendolo diventare un'imponente fortezza.
Nella seconda metà del XVI secolo, con la definitiva caduta della Repubblica di Siena, il centro entrò a far parte del Granducato di Toscana, seguendone le sorti da quel momento in poi.

## Monumenti e luoghi d'interesse

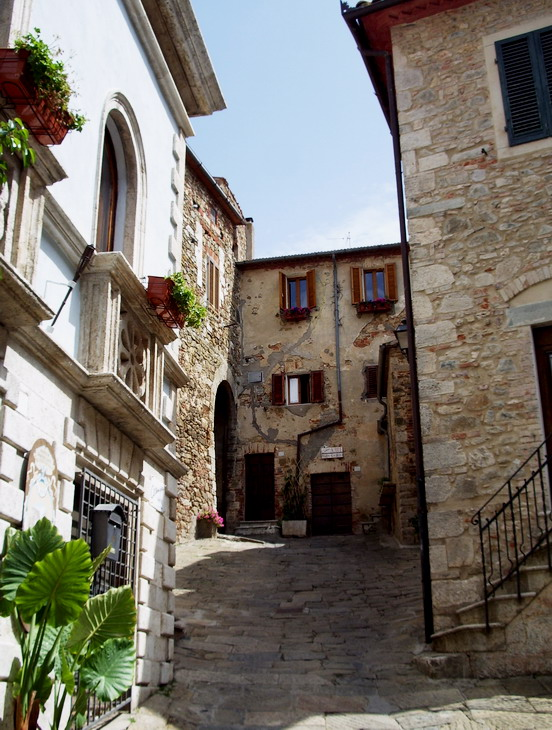
Scorcio del centro storico

### Architetture religiose
- Chiesa di San Giorgio, chiesa parrocchiale della frazione, fu costruita nel corso del XIV secolo per volontà dei conti Baschi ed ampliata con l'aggiunta del transetto e dell'abside intorno al 1430. Nel corso dei secoli successivi sono stati effettuati alcuni interventi sia all'interno che alla facciata, mentre una serie di restauri effettuati a partire dal 1980 hanno permesso di riportare l'edificio religioso all'aspetto originario. All'interno si conservano opere di grande pregio, tra cui si ricordano la quattrocentesca Madonna in trono col Bambino e santi di Sano di Pietro, la celebre Madonna della Gattaiola, opera di un artista noto come Maestro di Montemerano, una statua lignea di San Pietro attribuita a Francesco di Giorgio Martini e la Pala dell'Assunta, scultura attribuita a Neroccio, allievo come il Martini del Vecchietta.
- Pieve di San Lorenzo, si tratta della più antica chiesa del borgo, citata in una bolla del 1188. Rimasta sconsacrata nel corso dei secoli, è adibita a spazio teatrale per rassegne culturali. Sull'edificio spicca la caratteristica torre di San Lorenzo, originariamente adibita a campanile.
- Chiesa della Madonna del Cavalluzzo, situata poco fuori dal centro storico, fu costruita come cappella rurale nel XV secolo, ma ha subito dei rifacimenti seicenteschi che hanno interessato la facciata e il pavimento. Conserva all'interno una Madonna col Bambino e san Rocco e alcuni affreschi risalenti agli anni tra la fine del XV e i primi del XVI secolo.

### Architetture militari
- Mura di Montemerano: costruite dagli Aldobrandeschi a partire dal XII secolo, sono state ultimate nel corso del secolo successivo. Lavori di ristrutturazione furono effettuati quando Montemerano passò sotto la Repubblica di Siena, con la costruzione anche del complesso del Cassero, e nel periodo rinascimentale, con la costruzione dei camminamenti di ronda. Lungo le mura si aprono tre porte, la porta di San Giorgio, la porta Romana e la porta Grossetana.

### Altro
- Piazza del Castello, scenografica piazza intatta nel suo assetto medievale e nelle case di pietra. La sua soglia è costituita da un arco che si apre al termine di una breve via in ripida salita.

## Società

### Evoluzione demografica
Quella che segue è l'evoluzione demografica della frazione di Montemerano. Sono indicati gli abitanti dell'intera frazione e dove è possibile la cifra riferita al solo capoluogo di frazione. Dal 1991 sono contati da Istat solamente gli abitanti del centro abitato, non della frazione.
| Anno | Abitanti | Abitanti       |
| Anno | Frazione | Centro abitato |
| ---- | -------- | -------------- |
| 1640 | 300      | -              |
| 1745 | 421      | -              |
| 1833 | 605      | -              |
| 1845 | 656      | -              |
| 1921 | 1 420    | -              |
| 1931 | 1 499    | -              |
| 1961 | 1 328    | 711            |
| 1981 | 994      | 588            |
| 2001 | -        | 438            |
| 2011 | -        | 487            |

## Cultura
A Montemerano è situata la biblioteca comunale di storia dell'arte: si tratta di una biblioteca pubblica specialistica che contiene oltre 10 000 volumi di storia dell'arte. È stata inaugurata il 1º novembre 2012 grazie alla donazione al Comune di Manciano di un fondo di circa 6 500 volumi da parte della storica e critica d'arte Marilena Pasquali.
Montemerano è stato inserito nel 2014 nell'elenco dei Borghi più belli d'Italia.

## Infrastrutture e trasporti
Il paese di Montemerano è servito dalla strada provinciale 159 Scansanese, che collega la città di Grosseto con Scansano e Manciano nell'entroterra, e che costituiva un tratto della ex strada statale 322 delle Collacchie, terminando a Follonica.